# NBA Development League All-Star Game
NBA Development League All-Star Game – rozgrywany corocznie towarzyski mecz koszykówki z udziałem czołowych zawodników National Basketball Association Development League (NBA D-League). Spotkanie zostało rozegrane po raz pierwszy w trakcie sezonu 2006/07, jako część NBA All-Star Weekend. D-League All-Star Game jest rozgrywane w sobotę, w mieście gospodarza meczu gwiazd NBA. Nie jest ono rozgrywane z tej samej hali, co pozostałe imprezy All-Star Saturday, ale w hali treningowej NBA Jam Session.
Oprócz meczu gwiazd, D-League organizuje także D-League Dream Factory Friday Night, imprezę na wzór NBA All-Star Saturday Night. W jej skład wchodzą między innymi konkursy wsadów oraz rzutów za 3 punkty. D-League Dream Factory Friday Night zostało zorganizowane po raz pierwszy podczas II edycji D-League All-Star Game w 2008 roku.

## All-Star Game

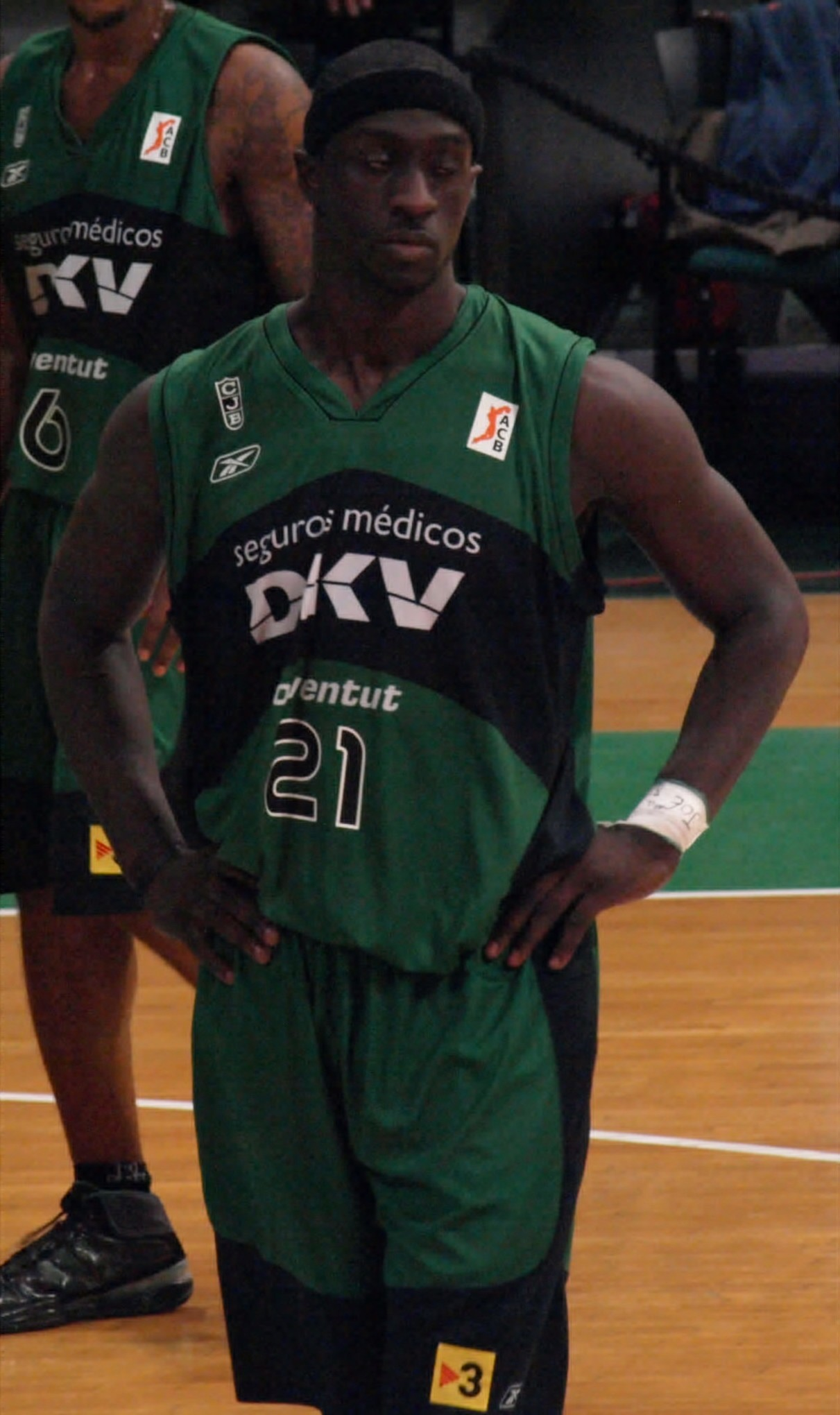
Pops Mensah-Bonsu – laureat pierwszej nagrody MVP meczu gwiazd D-League.

Dwudziestu czołowych zawodników jest wybieranych do D-League All-Star Game poprzez głosowanie trenerów ligowych drużyn oraz internetowe głosowanie fanów. Zawodnicy NBA, którzy zostali przypisani do drużyn D-League są również dopuszczani do udziału jako kandydaci. Wybrani zawodnicy muszą się znajdować w aktywnym składzie jednej z drużyn podczas All-Star Weekendu. Jeśli zawodnik nie może wziąć udziału w spotkaniu z powodu kontuzji, powołania lub reaktywowania przez zespół NBA zostaje wytypowany zastępca na jego miejsce. Składy wyjściowe są wybierane przez trenerów. Trenerami zespołów All-Star zostają Ci z najwyższym odsetkiem zwycięstw w lidze na trzy tygodnie przed oficjalną datą rozegrania spotkania.
Dwa pierwsze spotkania gwiazd zostały rozegrane w konwencji czterech kwart, po 12 minut każda, podobnie jak ma to miejsce podczas sezonu regularnego NBA, D-League, czy NBA All-Star Game. Kolejne dwa spotkania rozegrano w formie dwóch połów, po 20 minuta każda, podobnie jak w koszykówce akademickiej i NBA All-Star Rookie Challenge.

### Wyniki
| Rok  | Wynik                       | Hala                               | Gospodarz               | MVP                                                                            |
| ---- | --------------------------- | ---------------------------------- | ----------------------- | ------------------------------------------------------------------------------ |
| 2007 | Wschód 114, Zachód 100      | Mandalay Bay Resort and Casino     | Las Vegas, Nevada       | Pops Mensah-Bonsu, Wschód–Fort Worth Flyers                                    |
| 2008 | Niebiescy 117, Czerwoni 99  | Ernest N. Morial Convention Center | Nowy Orlean, Luizjana   | Jeremy Richardson, Niebiescy–Fort Wayne Mad Ants                               |
| 2009 | Czerwoni 113, Niebiescy 103 | Phoenix Convention Center          | Phoenix, Arizona        | Blake Ahearn, Czerwoni–Dakota Wizards i Courtney Sims, Czerwoni–Idaho Stampede |
| 2010 | Zachód 98, Wschód 81        | Dallas Convention Center           | Dallas, Teksas          | Brian Butch, Zachód–Bakersfield Jam                                            |
| 2011 | Wschód 115, Zachód 108      | Los Angeles Convention Center      | Los Angeles, Kalifornia | Courtney Sims, Wschód–Iowa Energy                                              |
| 2012 | West 135, East 132          | Orange County Convention Center    | Orlando, Floryda        | Gerald Green, Zachód–Los Angeles D-Fenders                                     |
| 2013 | Prospects 139, Futures 125  | Sprint Arena                       | Houston, Teksas         | Travis Leslie, Prospects–Santa Cruz Warriors                                   |
| 2014 | Prospects 145, Futures 142  | Ernest N. Morial Convention Center | Nowy Orlean, Luizjana   | Robert Covington, Prospects-Rio Grande Valley Vipers                           |
| 2015 | Prospects 94, Futures 129   | Barclays Center                    | Brooklyn, Nowy Jork     | Andre Emmett, Futures-Fort Wayne Mad Ants                                      |
| 2016 | Wschód 128, Zachód 124      | Ricoh Coliseum                     | Toronto, Kanada         | Jimmer Fredette, Wschód–Westchester Knicks                                     |
| 2017 | Wschód 105, Zachód 100      | Mercedes-Benz Superdome            | Nowy Orlean, Luizjana   | Quinn Cook, Wschód–Canton Charge                                               |

## Dream Factory
D-League Dream Factory to seria konkursów umiejętności koszykarskich, które są oparte na NBA All-Star Saturday Night. Impreza ma miejsce podczas NBA All-Star Weekend na boisku treningowym NBA Jam Session. Po raz pierwszy zorganizowano ją w ramach 2008 NBA All-Star Weekend. W jej trakcie odbywają się: konkurs wsadów, rzutów za 3 punkty, shooting stars. Z konkursu H.O.R.S.E zrezygnowano w 2009 roku, a hot-shot rok wcześniej (2008).

### Konkurs wsadów

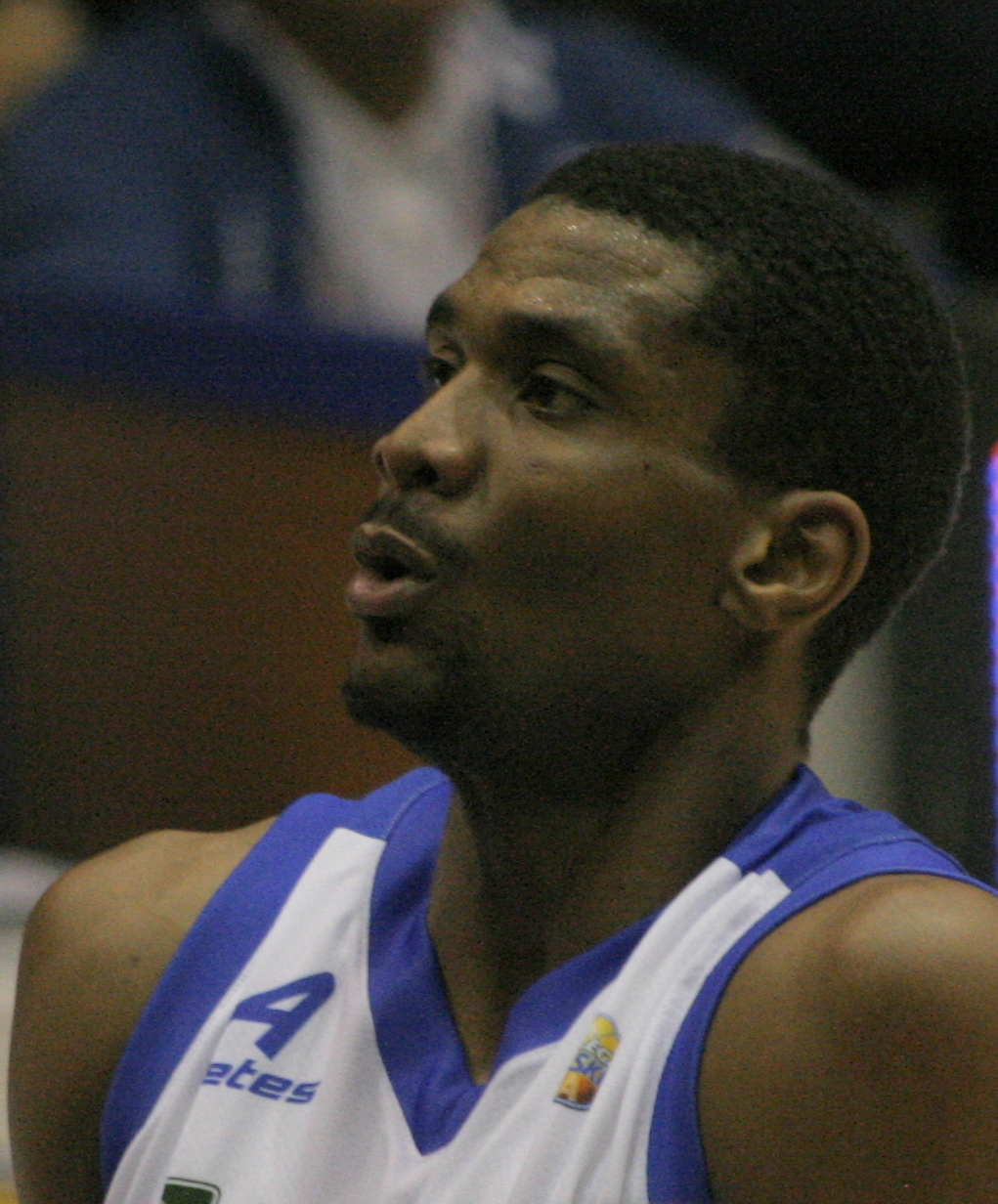
James White wygrał Slam Dunk Contest w 2009 roku.

W konkursie bierze udział czterech zawodników. W pierwszej rundzie każdy z uczestników ma zaprezentować dwa wsady. Dwóch graczy z najwyższymi notami, za te dwa wsady, awansuje do finału. Tam mają do wykonania kolejne dwa wsady, na podstawie których zostanie wyłoniony zwycięzca.
| Rok  | Zwycięzca                               |
| ---- | --------------------------------------- |
| 2008 | Brent Petway, Idaho Stampede            |
| 2009 | James White, Anaheim Arsenal            |
| 2010 | Dar Tucker, Los Angeles D-Fenders       |
| 2011 | Dar Tucker (2), New Mexico Thunderbirds |
| 2012 | L.D. Williams, Springfield Armor        |
| 2013 | Tony Mitchell, Fort Wayne Mad Ants      |
| 2014 | Tony Mitchell (2), Fort Wayne Mad Ants  |
| 2015 | Jarvis Threatt, Maine Red Claws         |
| 2016 | John Jordan, Raptors 905                |
| 2017 | Troy Williams, Iowa Energy              |
| 2018 | DeQuan Jones, Fort Wayne Mad Ants       |

### Konkurs rzutów za 3 punkty

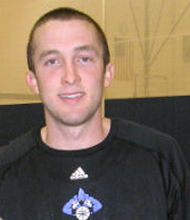
Blake Ahearn wygrał konkurs rzutów za 3 punkty w 2009 roku.

W konkursie rzutów za 3 punkty czterech uczestników stara się oddać jak największą liczbę celnych rzutów z pięciu różnych miejsc znajdujących się za linią trzech punktów, w trakcie jednej minuty. Zawodnicy rozpoczynają rzuty w jednym z rogów boiska i przemieszczają się w kierunku przeciwnego narożnika, stacja po stacji. Pierwsze 4 piłki na każdej ze stacji są standardowe, warte 1 punkt każda, natomiast ostatnia, kolorowa "money ball", 2 punkty. Piąta stacja zawiera pięć, wartych 2 punkty "money balls". Dwóch uczestników z najwyższym wynikiem awansuje do rundy finałowej.
| Rok  | Zwycięzca                               |
| ---- | --------------------------------------- |
| 2008 | Adam Harrington, Tulsa 66ers            |
| 2009 | Blake Ahearn, Dakota Wizards            |
| 2010 | Andre Ingram, Utah Flash                |
| 2011 | Booker Woodfox, Texas Legends           |
| 2012 | Booker Woodfox (2), Texas Legends       |
| 2013 | Marcus Landry, Reno Bighorns            |
| 2014 | E. J. Singler, Idaho Stampede           |
| 2015 | Jarell Eddie, Austin Spurs              |
| 2016 | Andre Ingram (2), Los Angeles D-Fenders |
| 2017 | Scott Wood, Santa Cruz Warriors         |

### Shooting Stars
W konkursie Shooting Stars biorą udział 4 zespoły po trzech zawodników. Każda drużyna musi trafić 6 rzutów z sześciu pozycji, o wzrastającym poziomie trudności. Każdy z zespołów musi ustalić konkretną rotację zawodników podczas zawodów. Każdy rzut musi dojść do celu, zanim kolejny zawodnik będzie miało prawo do oddanie kolejnego. Każdy z zespołów ma dwie minuty na ukończenie zadania. Ten, który trafi najszybciej wszystkie sześć rzutów wygrywa konkurs.
| Rok  | Zwycięzcy                                                                                              |
| ---- | --- |
| 2010 | Pat Carroll, Iowa Energy Trey Gilder, Maine Red Claws Carlos Powell, Albuquerque Thunderbirds          |
| 2011 | Shane Edwards, New Mexico Thunderbirds Orien Greene, Utah Flash Jeremy Wise, Bakersfield Jam           |
| 2012 | Marqus Blakely, Sioux Falls Skyforce Cameron Jones, Fort Wayne Mad Ants Jerry Smith, Springfield Armor |

### H–O–R–S–E
Popularna gra w "konia", w trakcie której za nietrafiony rzut otrzymuje się jedną literę z tego właśnie słowa. Każdy z uczestników ma 24 sekundy na skopiowanie rzutu przeciwnika i trafienie go (wsady są niedozwolone). Każdy z zawodników, który nie jest w stanie powtórzyć pięciu rzutów i zakończyć ich trafieniem jest eliminowany z zawodów. Do zawodów przystępowało czterech zawodników. Z konkursu zrezygnowano po zakończeniu D-League All-Star Game 2009.
| Rok  | Zwycięzca                             |
| ---- | ------------------------------------- |
| 2008 | Lance Allred, Idaho Stampede          |
| 2009 | Will Conroy, Albuquerque Thunderbirds |

### Konkurs rzutowy Hot-Shot
W konkursie Hot-Shot brały udział cztery drużyny złożone z zawodnika D-League oraz fana. Musiały one zdobyć jak największą liczbę punktów z czterech różnych miejsc w trakcie jednej minuty. Fan mógł wykonać warty jeden punkt layup, natomiast zawodnik miał prawo rzucac z każdego miejsca, jednopunktowy layup, dwupunktowy rzut wolny, trzypunktowy rzut zza linii i pięciopunktowy rzut z połowy boiska. Dwa zespoły rywalizowały jednocześnie na dwóch połowach boiska. Zwycięska drużyna awansowała do rundy finałowej. Fan ze zwycięskiej drużyny miał prawo zostać jednym z sędziów podczas konkursu wsadów.
| Rok  | Zwycięzca                     |
| ---- | ----------------------------- |
| 2008 | Carlos Powell, Dakota Wizards |